# Bell X-9 Shrike
El Bell X-9 Shrike fue un prototipo de misil guiado superficie-aire de combustible líquido, diseñado por Bell Aircraft como bancada para el misil nuclear GAM-63 RASCAL. Su nombre proviene del pájaro alcaudón (shrike).

## Diseño y desarrollo
Fueron entregados treinta y un cohetes X-9, volando de abril de 1949 a enero de 1953. El programa fue utilizado para obtener datos de estabilidad y aerodinámica, y para probar sistemas de propulsión y guiado.
Ningún misil sobrevivió a las pruebas. El único fragmento conocido de un X-9 es una parte de un estabilizador vertical, en el Larry Bell Museum en Mentone, Indiana.

## Variantes
Model 59
Designación interna de la compañía.
RTV-A-4
Designación inicial de la Fuerza Aérea de los Estados Unidos.
X-9
Designación final.

## Operadores
Estados Unidos
- Fuerza Aérea de los Estados Unidos

### Desarrollos relacionados
- Bell GAM-63

### Secuencias de designación
- Secuencia Numérica (interna de Bell): ← 52 - 54 -58 - 59 - 60 - 61 - 65 →
- Secuencia X-_ (Aviones eXperimentales estadounidenses, 1948-presente): ← X-6 - X-7 -X-8 - X-9 - X-10 - X-11 - X-12 →
- Secuencia RTV-A-_ (Cohetes y misiles de la USAF, 1947-1951 (Vehículos de pruebas de cohetes)): RTV-A-1 - RTV-A-2 -RTV-A-3 - RTV-A-4 - RTV-A-5

### Listas relacionadas
- Anexo:Aeronaves de la Fuerza Aérea de los Estados Unidos (históricas y actuales)